# Die Wahlverwandtschaften

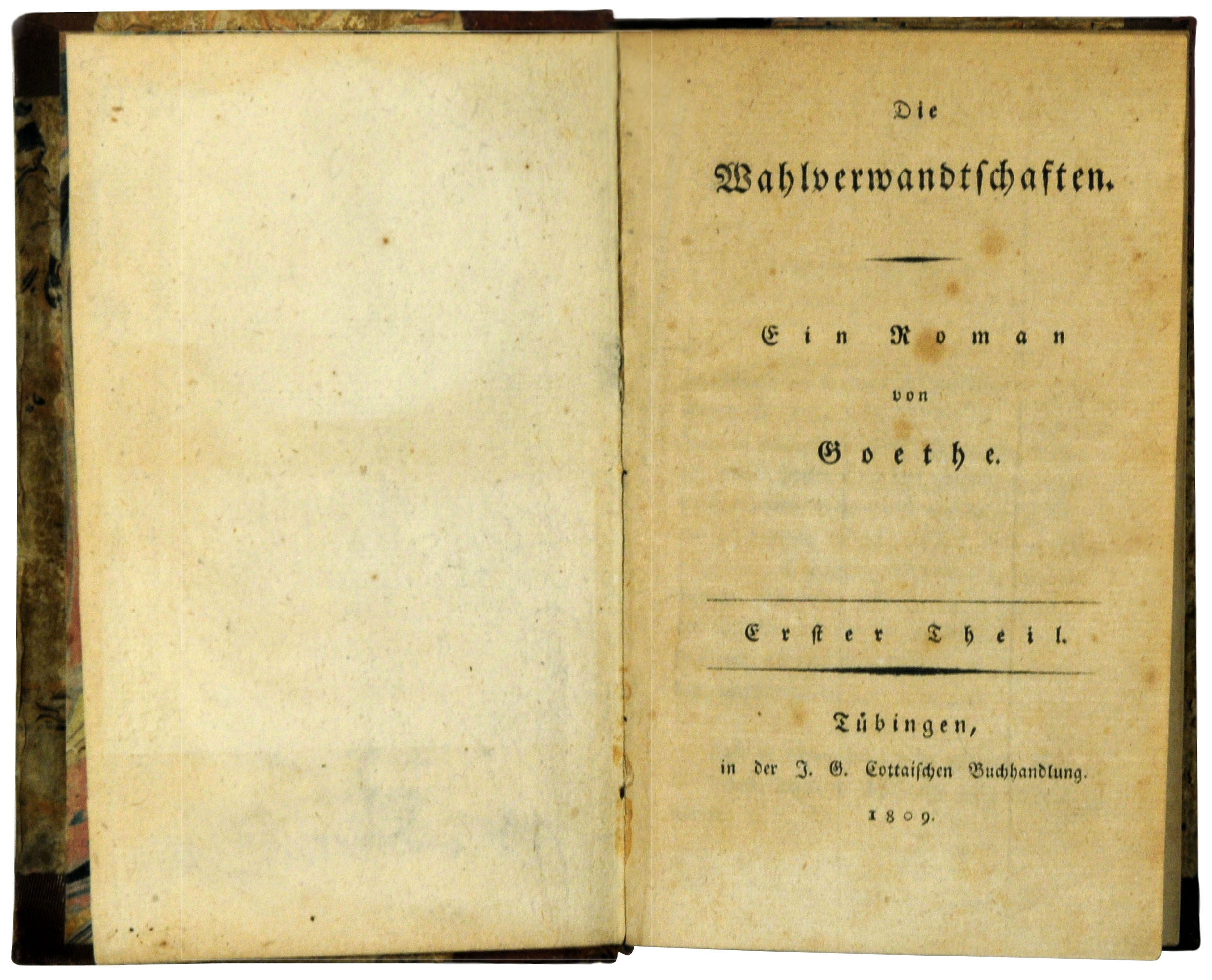
Titelblatt des Erstdrucks

Die Wahlverwandtschaften ist ein Roman von Johann Wolfgang von Goethe aus dem Jahr 1809. Er beschreibt die Geschichte des in abgeschiedener Zweisamkeit lebenden Paares Charlotte und Eduard, deren Ehe durch das Hinzukommen zweier weiterer Personen auseinanderbricht. Wie in einer chemischen Reaktion erfahren beide Eheleute eine starke, jeweils auch erwiderte, neue Anziehung: die vernunftbetonte Charlotte zu dem verständig-tatkräftigen Hauptmann Otto; der impulsiv-leidenschaftliche Eduard zu der heranwachsenden, auf stille Weise reizvollen Ottilie. Der Konflikt zwischen Begehren und Vernunft führt ins Chaos und schließlich zu einem tragischen Ende.

## Einordnung
Der Roman, der oft als Goethes bester und zugleich als sein rätselhaftester bezeichnet wird, ist keiner literarischen Epoche eindeutig zuzuordnen. Einerseits findet man Elemente, die ihn zu einem Werk der Weimarer Klassik machen, wie beispielsweise die Anlage der Handlung parallel zu naturwissenschaftlichen Gesetzmäßigkeiten. Aber auch gegenläufige Tendenzen sind vorhanden, die ihn fast zu einem Werk der Romantik machen, etwa wenn man an die Figur der christlichen Märtyrerin am Ende des Romans denkt. Der Begriff „Wahlverwandtschaft“ stammt aus der Chemie, wo er das anziehende und abstoßende Verhalten von chemischen Verbindungen beschreibt, indem die stärkere Säure die schwächere aus ihren Salzen verdrängt (chemische Affinität). Eine solche Zwangsläufigkeit wird von Goethe den Schicksalen der beiden Paare unterlegt. Auch der Gesichtspunkt der Entsagung kommt ins Spiel und macht den Roman zum ersten der Spätwerke des Dichters (siehe auch Wilhelm Meisters Wanderjahre).

## Inhalt

### Erster Teil
Nach dem Tod ihrer ersten Ehepartner konnten Eduard und seine Jugendliebe Charlotte heiraten. Das wohlhabende adelige Paar lebt zurückgezogen auf einem von Eduards Gütern. Dort widmet es sich seinen Liebhabereien, vor allem der Ausgestaltung des Landschaftsparks. Die Beziehung der beiden ist eher von Vertrautheit geprägt als von Leidenschaft. Das beschauliche Miteinander wird unterbrochen, als sie – nach anfänglichen Bedenken Charlottes – zwei Gäste ins Haus aufnehmen: Eduards Freund, den unverschuldet in Not geratenen Hauptmann Otto, sowie Charlottes eltern- und mittellose Nichte Ottilie.
Der Hauptmann zeichnet sich durch Kenntnisse und Tatkraft aus. Auf seine Initiative hin werden auf dem Gut diverse Verbesserungen durchgeführt. Vor allem aber übernimmt er die Leitung der landschaftsarchitektonischen Arbeiten; Charlotte unterstützt ihn dabei. Der jungen Ottilie mangelt es an den Eigenschaften, die zu gesellschaftlichem Erfolg verhelfen. Sie spricht wenig, ist bescheiden und uneigennützig, besitzt aber viel Einfühlungsvermögen und ruht in sich selbst. Charlotte weist sie in die Leitung des Haushalts ein, die sie bald ganz übernimmt. Zunächst unbewusst, dann uneingestanden fühlen sich Eduard und Ottilie auf der einen, Charlotte und der Hauptmann auf der anderen Seite immer stärker zueinander hingezogen. Noch eine gemeinsame Nacht verbringen die Ehegatten miteinander, in der sich beide in die Arme der jeweils geliebten Person phantasieren.
Am nächsten Tag gestehen Charlotte und der Hauptmann einander ihre Gefühle. Aus Achtung vor dem ehelichen Treueversprechen verlangt Charlotte jedoch von ihm, ihrer Liebe zu entsagen. Auch zwischen Eduard und Ottilie kommt es zu einer leidenschaftlichen Szene; im Gegensatz zu dem anderen Paar gibt Eduard sich seinen Gefühlen mit dem Anspruch, von Ottilie Besitz ergreifen zu dürfen, ohne Skrupel hin; dies kann er auch vor anderen nicht verbergen.
Charlotte meint, den Verzicht, den sie selbst geleistet hat, auch von Eduard verlangen zu können. Sie schlägt vor, Ottilie wegzuschicken und das ursprüngliche Verhältnis wiederherzustellen. Eduard ist tief betroffen. Er hatte mit der Möglichkeit einer Scheidung gerechnet, zumal er seine Frau mit dem Hauptmann verbunden glaubte. Um eine Entscheidung hinauszuzögern, zieht er auf ein anderes Anwesen. Kurz zuvor hat auch der Hauptmann das Haus verlassen, um eine Anstellung anzutreten.
Allein zurückgeblieben, versuchen die beiden Frauen, das gewohnte Leben weiterzuführen. Ein junger Architekt übernimmt die Aufgaben des Hauptmanns. Äußerlich gefasst, ist Ottilie im Inneren verzweifelt über die Trennung von Eduard. Charlotte stellt fest, dass sie schwanger ist, und hofft, dass Eduard nun zu ihr zurückkehren wird. Dieser reagiert jedoch verstört auf die Nachricht. Das Dasein scheint ihm unerträglich geworden; er flüchtet in den Krieg. Ottilie sieht durch Charlottes Schwangerschaft jede Hoffnung für sich zerstört. Sie zieht sich in sich selbst zurück.

### Zweiter Teil

Illustration Wilhelm von Kaulbachs zu Goethes Wahlverwandtschaften: Ottilie mit dem Sohn Charlottes

Die Verschönerungsarbeiten erstrecken sich nun auch auf den Friedhof des Dorfes und die zugehörige Kirche. Ottilie hilft dem Architekten eigenhändig beim Ausmalen einer Seitenkapelle, verschließt sich aber dessen Zuneigung zu ihr. Charlotte bringt einen Sohn zur Welt. Er ähnelt auf verblüffende Weise Ottilie und dem Hauptmann – Ergebnis des doppelten ‚geistigen Ehebruchs‘, aus dem er entstanden ist. Ottilie übernimmt die Pflege des Kindes.
Ein Besucher erzählt von Personen, die sich in einem Konflikt ähnlich dem vorliegenden befanden, der jedoch in ihrem Fall mit einer glücklichen Heirat endete. Seine Erzählung ist als die Novelle Die wunderlichen Nachbarskinder in den Roman eingefügt.
Nach etwa einjähriger Abwesenheit kehrt Eduard mit Auszeichnungen aus dem Krieg zurück. Er lädt den inzwischen zum Major beförderten Hauptmann zu sich und beauftragt ihn, Charlotte um die Scheidung zu bitten. Sein Plan sieht vor, dass Charlotte mit dem Major und dem Kind auf dem Landgut leben soll, während er selbst mit der Geliebten auf Reisen geht. Trotz mancherlei Einwände macht der Major sich schließlich auf den Weg zum Gut. Eduard kann seine Ungeduld nicht bezwingen und folgt ihm unmittelbar nach. Am Ufer des von dem Architekten angelegten Sees trifft er auf Ottilie mit dem Kind; sie fallen sich in die Arme und erleben erstmals direkte körperliche Leidenschaft. Der Scheidung gewiss, trägt Eduard der Geliebten seine Pläne vor. Ottilie will Charlotte die Entscheidung überlassen. Aus Zeitnot will sie über den See nach Hause rudern. Vom Zusammentreffen mit Eduard erregt, lässt sie beim Besteigen des Kahns das Kind ins Wasser fallen; sie kann es nur noch tot bergen.
Charlotte gibt sich und ihrem Zögern die Schuld an dem Unglücksfall. Sie willigt in die Scheidung ein. Als der Major um sie wirbt, erhält er eine unbestimmte Antwort. Eduard sieht mit dem Tod des Kindes das letzte Hindernis einer Verbindung mit Ottilie beseitigt. Diese wiederum begreift sich als die Schuldige und merkt zudem, dass sie in den zurückliegenden Wirrnissen ihrer Natur untreu geworden ist. Sie will für ihr „Verbrechen“ büßen, indem sie ihrer Liebe entsagt. Nachdem aber Eduard gegen ihren Willen eine weitere Begegnung herbeigeführt hat, erkennt sie, dass die beiderseitige Anziehungskraft unüberwindbar ist. Sie stellt das Sprechen wie auch das Essen ein und stirbt. Ihr Grab in der von ihr selbst ausgemalten Kapelle wird schon bald zur Wallfahrtsstätte Hilfesuchender. Wenig später stirbt auch Eduard, der seinen Lebenswillen verloren hat. Charlotte lässt ihn an der Seite der Geliebten beisetzen.

## Entstehung

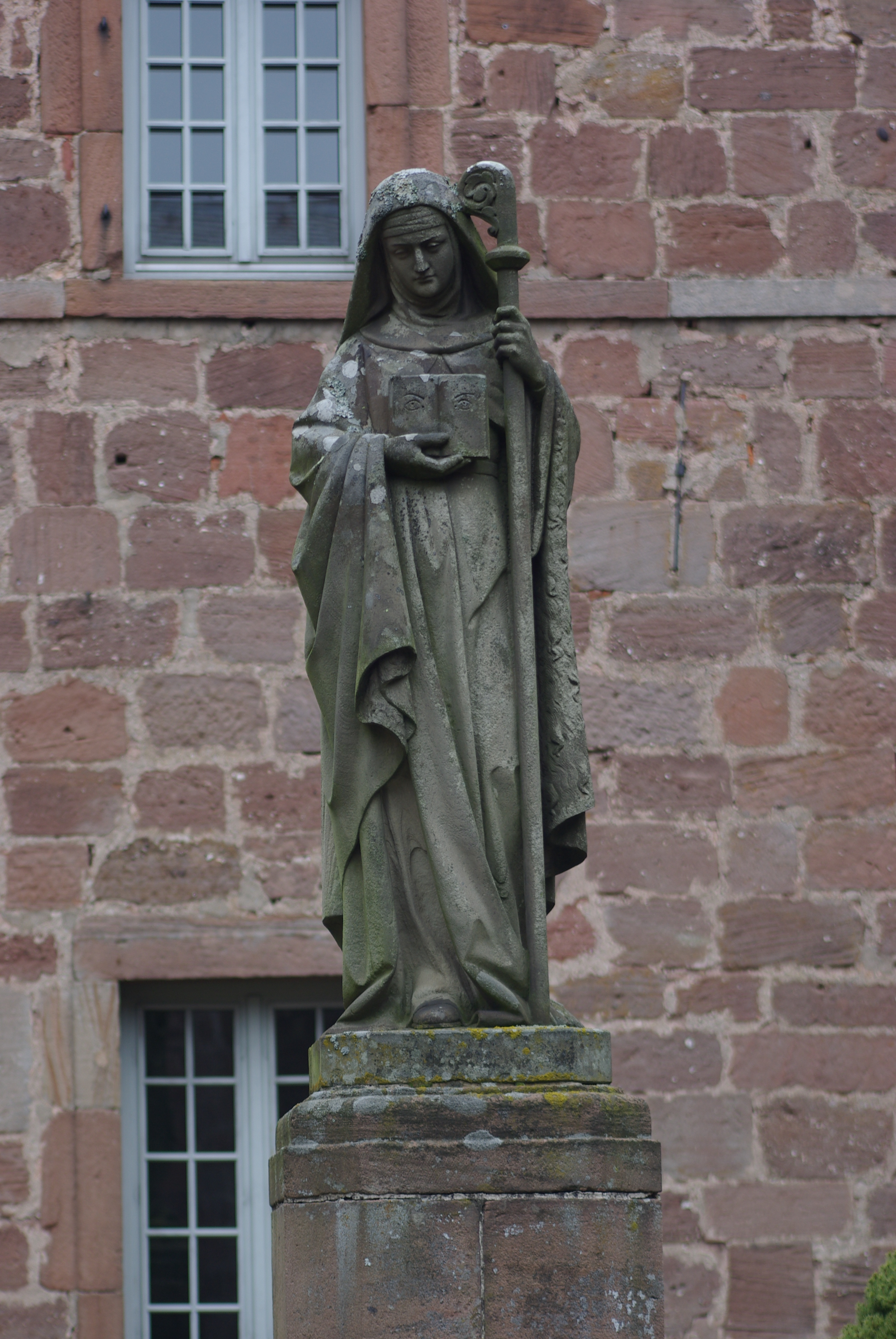
Standbild der heiligen Ottilie auf dem Odilienberg im Elsass.

Eine erste Anregung zur Gestalt der Ottilie ging, wie Goethe im Nachhinein in seiner Autobiografie Dichtung und Wahrheit berichtet, auf das Jahr 1770 zurück. Er besuchte damals das Kloster der heiligen Ottilie auf dem Odilienberg: „Das Bild, das ich mir von ihr machte, und ihr Name prägte sich tief bei mir ein. Beide trug ich lang mit mir herum, bis ich endlich eine meiner zwar spätern, aber darum nicht minder geliebten Töchter damit ausstattete […]“. Mit den Wahlverwandtschaften beschäftigte Goethe sich erstmals 1807. Sie waren damals noch als Novelleneinlage für den Roman Wilhelm Meisters Wanderjahre geplant, mit dem sie das Entsagungsmotiv gemeinsam haben. Der Stoff erwies sich aber als zu umfangreich für die kurze Form. Den Roman verfasste Goethe von Ende Mai bis Ende Juni sowie im August 1808 und vom 15. April bis 4. Oktober 1809. Er erschien Ende Oktober 1809.
Die Entstehung der Wahlverwandtschaften fiel in die Zeit des Krieges gegen Napoleon, der auch Goethes Heimatstadt Weimar und seine private Existenz unmittelbar erschütterte. Das zeitgeschichtliche Chaos findet, „verwandelt in wilde Leidenschaften“, seinen Widerhall im Roman. Auch die Liebes- und Ehe-Thematik berührte den Autor persönlich. 1806 hatte Goethe seine langjährige Lebensgefährtin und Mutter seines Sohnes, Christiane Vulpius, geheiratet. Das hinderte ihn nicht, in den Folgejahren eine leidenschaftliche Zuneigung zu zwei sehr jungen Frauen, Minna Herzlieb und Sylvie von Ziegesar, zu entwickeln; in beiden Fällen übte er Entsagung. Wenn auch der Roman nicht aus diesen Erlebnissen heraus interpretiert werden kann, so klingen sie doch darin nach, und in der Gestalt der Ottilie finden sich Züge der geliebten Frauen. Goethe selber wies im Gespräch mit Eckermann auf den biografischen Bezug hin, indem er sagte, „dass darin kein Strich enthalten, der nicht erlebt, aber kein Strich so, wie er erlebt worden“ sei.
Ein Jahr nach dem Erscheinen der Wahlverwandtschaften schrieb Goethe das etwas derbe Gedicht Das Tagebuch (ebenfalls zum Themenkreis Ehe, Liebe und Entsagung).

## Stilistische Einordnung
Der Roman markiert den Übergang hin zu Goethes Alterswerk. Er lässt sich keiner literarischen Epoche eindeutig zuordnen. Einzelne Motive, vor allem die Unerbittlichkeit, mit der das Schicksal die Protagonisten in die Tragödie führt, stellen einen Rückgriff auf die griechische Tragödie und damit auf die Weimarer Klassik dar. Dagegen sind die mystischen Elemente, die vor allem Ottilie umgeben (ihre Handschrift gleicht sich der Eduards an (1,12), das Gehen über eine Kohlenlagerstätte verursacht ihr Kopfschmerzen (2,11), mehrere Personen fühlen sich von ihr unwillkürlich angezogen), ein Merkmal der Romantik, der Goethe eigentlich ablehnend gegenüberstand. Gleiches gilt für den zum Ende des Romans hin immer stärker thematisierten Katholizismus, bis hin zu den Schlussworten: „[…] und welch ein freundlicher Augenblick wird es sein, wenn sie dereinst wieder zusammen erwachen.“ Dies wurde von der Kritik als Übernahme aus der Romantik, zum Teil aber auch als Kritik und Parodie der romantischen Literatur ausgelegt.

## Titel
Der Romantitel verweist auf Goethes Beschäftigung mit den Naturwissenschaften, die im Text selbst mehrmals thematisiert werden. Der Begriff ‚Wahlverwandtschaften‘ ist der Chemie der Zeit entlehnt. Er beschreibt einen Vorgang, der eintreten kann, wenn zwei chemische Verbindungen zusammentreffen. Bei ausreichend starker Affinität lösen sich die Bestandteile dieser Verbindungen voneinander, um sich mit einem freigewordenen Partner der anderen Verbindung aufs Neue zu vereinigen. Im vierten Kapitel des ersten Teils diskutieren Eduard, Charlotte und der Hauptmann diesen Sachverhalt und übertragen ihn scherzend auf ihre eigene Situation. Damit verweisen sie darauf, dass auch der Titel im übertragenen Sinn zu verstehen ist: Der Roman untersucht, inwieweit seine vier Hauptpersonen aufgrund naturgesetzlicher Notwendigkeiten oder aus freien Willensentscheidungen heraus handeln. Die aus heutiger Sicht etwas gewaltsam erscheinende Verbindung von Chemie mit den menschlichen Verhaltensweisen erklärt sich zum einen aus dem damaligen Stand der Wissenschaft, die zwischen Chemie und Alchemie noch nicht klar unterschied, zum anderen aus Goethes persönlicher Weltsicht. Er war überzeugt, dass alle Erscheinungen der belebten Natur miteinander in Verbindung stehen.

## Struktur
(Zahlen in Klammern bezeichnen das betreffende Kapitel)
Nach Goethes Aussage war der Roman das einzige größere Werk, das er „nach Darstellung einer durchgreifenden Idee“ gearbeitet habe. Entsprechend weisen Die Wahlverwandtschaften ein hohes Maß an Gestaltungsdichte und formaler Konstruktion auf. Thomas Mann lobte ihn als „ein Wunderding an Geglücktheit und Reinheit der Komposition, an Reichtum der Beziehungen, Verknüpftheit, Geschlossenheit.“

### Symbole, Verweise, Parallelgeschichte
Der Roman ist durchzogen von einem Netz von Symbolen und Verweisen. Als Beispiele aus der Fülle der Symbole seien die Platanen am See genannt, seit jeher Symbol des Einsseins von Leben und Tod, die das Geschehen begleiten: Eduard hat sie am Tag von Ottilies Geburt gepflanzt, bei den Platanen gestehen Charlotte und der Hauptmann sich ihre Liebe (I,12), hier betrachten Eduard und Ottilie gemeinsam das „rauschende blitzende Entstehen und Verschwinden“ des Feuerwerks (seinerseits ein Symbol für Eduards Leidenschaft) (I,15), gegenüber den Platanen lässt Ottilie das Kind in den See fallen (II,14). Der Koffer, den Eduard ihr ins Zimmer stellt, wird in unterschiedlichen Bezügen als Symbol der sexuellen Liebeserfüllung und -verweigerung genutzt. Symbolhaft für die Verbundenheit der Figuren stehen ihre Namen. Denn nicht nur der Hauptmann, auch Eduard heißt in Wirklichkeit Otto (I,3), die Silbe „ott“ ist sowohl in „Charlotte“ als auch in „Ottilie“ enthalten, und folgerichtig wird auch das Kind nach seinen vier Eltern Otto genannt – dagegen bleiben die meisten übrigen Personen namenlos und werden mit ihren Berufen oder Titeln bezeichnet (der Gehülfe, der Graf, die Baronesse, der Architekt, der Geistliche, bei Mittler fallen Name und Beruf zusammen).
An zahlreichen Stellen verweist der Roman in verschlüsselter Form auf später stattfindende Ereignisse. So wird Ottilies Hungertod bereits im dritten Kapitel des ersten Teils vorbereitet, als auf „ihre große Mäßigkeit im Essen und Trinken“ hingewiesen wird. Dieser Hinweis wird später noch einmal wiederholt (I,6); in Kapitel II,16 lehnt sie das Frühstück ab. Voller Verweise steckt das zentrale Kapitel I,4. Im Gespräch nehmen Eduard, Charlotte und der Hauptmann hier, ohne es selbst zu wissen, die spätere Entwicklung vorweg. So beschließt man, „Geräte zur Rettung der Ertrunkenen“ anzuschaffen, da „bei der Nähe so mancher Teiche, Gewässer und Wasserwerke, öfters ein und der andere Unfall dieser Art vorkam.“ Auch möchte Charlotte „alles Schädliche, alles Tödliche“ aus dem Haushalt entfernen, denn „die Bleiglasur der Töpferwaren, der Grünspan kupferner Gefäße hatte ihr schon manche Sorge gemacht.“ Anschließend übertragen die Diskutanten die chemischen Wahlverwandtschaften auf sich selbst und ahnen nicht, wie nah sie damit der künftigen Wirklichkeit kommen. „[…] die Verwandtschaften werden erst interessant, wenn sie Scheidungen bewirken“, sagt Eduard, worauf Charlotte sich über das „traurige Wort“ beklagt, „das man leider in der Welt jetzt so oft hört.“ „Gelegenheit macht Verhältnisse“, meint sie und fährt fort: „[…] sind sie [die chemischen Stoffe] aber einmal beisammen, dann gnade ihnen Gott!“ Schließlich führt das Gespräch zu dem Entschluss, Ottilie einzuladen. Damit wird Charlottes ursprüngliche fürsorgliche Absicht in ihr Gegenteil verkehrt, ist doch mit Ottilies Ankunft der Weg in die Tragödie bereitet. Verweise dieser Art erschließen sich nur demjenigen Leser, der die spätere Entwicklung bereits kennt. Deshalb empfahl Goethe, den Roman mehrmals zu lesen, denn es stehe darin mehr, „als irgend jemand bei einmaligem Lesen aufzunehmen im Stande wäre“.
Als Parallelgeschichte ist die Novelle Die wunderlichen Nachbarskinder in den Roman eingefügt (II,10). Sie bietet eine Lösungsmöglichkeit für das Wahlverwandtschaften-Problem an, deren Märchenhaftigkeit darauf hinweist, dass eine Lösung des Konflikts in der Realität nicht möglich ist.

### Der Erzähler
Die Romanhandlung wird von einem allwissenden Erzähler vorgetragen, der das Geschehen ebenso wie die Gefühle und Gedanken der Personen wiedergibt und kommentiert. Er bedient sich dazu einer „Sprache von äußerster Präzision und Klarheit, die durch souveräne Überschau und Weltkenntnis gesichert zu sein scheint.“ Das Romangeschehen berichtet er aus einer Distanz, die ihn von den tragischen Verwicklungen und dem Leid der Personen unberührt bleiben lässt; er notiert seine Beobachtungen sachlich-nüchtern wie ein auf Erkenntnis bedachter Wissenschaftler.
Schon der erste Satz des Romans: „Eduard – so nennen wir einen reichen Baron im besten Mannesalter […]“ macht deutlich, dass die Person Eduard reine Erfindung ist. Der Erzähler gibt nicht vor, ein reales Geschehen mitzuteilen. Vielmehr präsentiert sich die Romanhandlung als Protokoll eines gedanklichen Experiments, die Menschen darin erweisen sich als „[…] Symbole, ebenmäßig angeordnete und durcheinander bewegte Schachfiguren einer hohen Gedankenpartie.“

### Zeit und Raum
Exakte Zeitangaben werden im Roman fast völlig vermieden. Lediglich der erste Satz informiert den Leser, dass das Geschehen im April einsetzt. Nur an den Veränderungen der Natur und den wiederkehrenden Festen lässt sich ablesen, dass die Handlung sich über eineinhalb Jahre bis zum Herbst des Folgejahres erstreckt. Äußere Ereignisse, die eine zeitliche Einordnung ermöglichen würden, finden nur einmal Erwähnung: Es herrscht Krieg. Jedoch bleibt ungesagt, in welchen der Koalitionskriege (da das Geschehen offensichtlich zeitgenössisch ist) Eduard zieht. Die Romanfiguren bleiben vom Zeitgeschehen unberührt, sie leben in ihrem eigenen Zeitkosmos. Das geht so weit, dass der Hauptmann nach wenigen Wochen des Aufenthalts „[…] vergessen hatte seine chronometrische Sekundenuhr aufzuziehen, das erstemal seit vielen Jahren; und sie schienen, wo nicht zu empfinden, doch zu ahnen, daß die Zeit anfange ihnen gleichgültig zu werden.“ (I,7)
Ähnlich unbestimmt wie die Zeit ist auch der Ort der Handlung; nirgends wird ein Hinweis auf die Lage des Landguts gegeben. Wie in zeitlicher, so leben die Personen auch in räumlicher Abgeschlossenheit. Das Geschehen beschränkt sich fast völlig auf den engen Bereich von Schloss, Landgut und Dorf. Zwar verlassen der Hauptmann und Eduard vorübergehend diesen Bereich, werden aber vom Erzähler für die Dauer ihrer Abwesenheit ignoriert. Ein einziges Mal, bei Ottilies Abreise zur Pension (II,16), tritt der Erzähler aus der kleinen Welt des Romans hinaus.
Der fehlende Bezug zur Realität „erschafft eine künstliche Welt, die losgelöst von Zeit und Raum existieren kann.“

## Hintergrundwissen
Der Begriff Wahlverwandtschaft zeigt sich in der Beziehung zwischen Eduard und Charlotte, die sich lieben und zusammen leben. Kaum aber kommen Ottilie und Otto zu Besuch, denkt jeder der beiden, dass Ottilie/Otto besser zu ihm/ihr passe. Bei Eduard wird dies sehr deutlich gezeigt; er bemüht sich darum, Ottilie für sich zu gewinnen, und betrachtet sie als seinen Besitz. Es herrsche nur „eine Natur“, schreibt Goethe, da „auch durch das Reich der heiteren Vernunftfreiheit die Spuren trüber leidenschaftlicher Notwendigkeiten sich unaufhaltsam hindurchziehen, die nur durch eine höhere Hand, und vielleicht auch nicht in diesem Leben völlig auszulöschen sind“. Eduard ist von der Idee der Wahlverwandtschaften überzeugt und glaubt, sie auf zwischenmenschliche Beziehungen übertragen zu können.
Der Roman stieß bei Goethes Zeitgenossen auf nur wenig Verständnis.
Vorlage für die Parkanlage könnte die Eremitage in Arlesheim gewesen sein. Pläne des um 1785 angelegten englischen Gartens kursierten in Gelehrtenkreisen. Goethe selbst kam allerdings auf keiner seiner Schweizreisen in Arlesheim vorbei. Gemeinhin bekannt ist jedoch, dass Goethe durch mehrfache Reisen das sogenannte „Gartenreich“, das Fürstentum Anhalt-Dessau, genauestens kannte, welches vielfache Bezüge zu den in den Wahlverwandtschaften zitierten Charakteristika des romantischen Landschaftsparks erkennen lässt. Am deutlichsten wird dies in der von Goethe geschilderten Neuordnung des Begräbnisplatzes durch Charlotte. Hierfür diente offenbar der gegen Ende des 18. Jahrhunderts neu angelegte Friedhof von Dessau als direktes Vorbild. Bei dem Architekten handelt es sich um Daniel Engelhard, einen befreundeten Architekten des Klassizismus.
Außer durch den Erzähler und die direkte Rede erfährt der Leser vieles aus Ottiliens Tagebuche. Die zunächst scheinbar lose Aneinanderreihung von Gedanken entbehrt dennoch nicht eines übergeordneten Zusammenhanges: So wie den Tauen der britischen Marine ein roter Faden eingewoben ist, „den man nicht herauswinden kann ohne alles aufzulösen“, „eben so zieht sich durch Ottiliens Tagebuch ein Faden der Neigung und Anhänglichkeit, der alles verbindet und das Ganze bezeichnet. Dadurch werden diese Bemerkungen, Betrachtungen, ausgezogenen Sinnsprüche und was sonst vorkommen mag, der Schreibenden ganz besonders eigen und für sie von Bedeutung.“ (II; Kap. 2). Der Erzähler weist den Leser gleichsam darauf hin, dass etliche der Aphorismen wohl kaum von Ottilie selbst stammen können: „Um diese Zeit finden sich in Ottiliens Tagebuch Ereignisse seltner angemerkt, dagegen häufiger auf das Leben bezügliche und vom Leben abgezogene Maximen und Sentenzen. Weil aber die meisten derselben wohl nicht durch ihre eigene Reflexion entstanden sein können; so ist es wahrscheinlich, dass man ihr irgend einen (sic!) Heft mitgeteilt, aus dem sie sich was ihr gemütlich war, ausgeschrieben.“ (II, Kap. 4)
„Sich mitzuteilen ist Natur; Mitgeteiltes aufzunehmen, wie es gegeben wird, ist Bildung.“ (2. Teil, 4. Kapitel)
„Niemand ist mehr Sklave, als der sich für frei hält, ohne es zu sein.“ (2. Teil, 5. Kapitel)
„Dem einzelnen bleibe die Freiheit, sich mit dem zu beschäftigen, was ihn anzieht, was ihm Freude macht, was ihm nützlich deucht; aber das eigentliche Studium der Menschheit ist der Mensch.“ (2. Teil, 7. Kapitel)
Durch Ottiliens Mund nimmt Goethe teilweise die Handlung vorweg. Dass sie am Ende sterben muss, resultiert aus der inneren Notwendigkeit der Romanhandlung. Das Experiment scheitert, weil die Gesellschaft nicht jene Bindungsfreiheit zulässt, die für chemische Wahlverwandtschaften notwendig ist.

### Ausgaben
- Johann Wolfgang von Goethe: Die Wahlverwandtschaften. 2 Bde. Cotta’sche Verlagsbuchhandlung, Tübingen 1809.
  - Bd. 1. Cotta, Tübingen 1809. (Digitalisat und Volltext im Deutschen Textarchiv)
  - Bd. 2. Cotta, Tübingen 1809. (Digitalisat und Volltext im Deutschen Textarchiv)
- in diesem Wikipedia-Artikel verwendete Ausgabe: Johann Wolfgang Goethe: Die Wahlverwandtschaften. Mit einem Nachwort von Paul Stöcklein, dtv, München 1963.

### Sekundärliteratur
- Gabriele Brandstetter (Hrsg.): Erzählen und Wissen. Paradigmen und Aporien ihrer Inszenierung in Goethes „Wahlverwandtschaften“. Freiburg im Breisgau 2003, ISBN 3-7930-9336-0.
- Birgit Jooss: Lebende Bilder. Körperliche Nachahmungen von Kunstwerken in der Goethezeit, Berlin 1999, ISBN 978-3-496-01197-2
- Hermann August Korff: Ordnung und Leidenschaft: Wahlverwandtschaften. In: Geist der Goethezeit. II. Teil Klassik, 8., unveränderte Auflage, Leipzig 1966, S. 353–369.
- Ursula Ritzenhoff: Johann Wolfgang Goethe: Die Wahlverwandtschaften. Erläuterungen und Dokumente, 2. Auflage. Reclam, Stuttgart 2004, ISBN 3-15-016048-0.
- Rüdiger Bernhardt: Johann Wolfgang von Goethe: Die Wahlverwandtschaften. Königs Erläuterungen und Materialien, 298. C. Bange, Hollfeld 2008, ISBN 978-3-8044-1786-1.[24]
- Gero von Wilpert: Goethe-Lexikon (= Kröners Taschenausgabe. Band 407). Kröner, Stuttgart 1998, ISBN 3-520-40701-9.
- Jeremy Adler: „Eine fast magische Anziehungskraft“. Goethes ‚Wahlverwandtschaften‘ und die Chemie seiner Zeit. München 1987. ISBN 3-406-31559-3.
- Elisabeth Herrmann: Die Todesproblematik in Goethes Roman „Die Wahlverwandtschaften“. Erich Schmidt, Berlin 1998, ISBN 3-503-03785-3.
- Michael Niedermeier: Das Ende der Idylle. Symbolik, Zeitbezug, „Gartenrevolution“ in Goethes Roman „Die Wahlverwandtschaften“. Peter Lang, Bern (u. a.) 1992, ISBN 978-3-86032-003-7.
- Susanne Konrad: Goethes „Wahlverwandtschaften“ und das Dilemma des Logozentrismus. Carl Winter, Heidelberg 1995, ISBN 3-8253-0335-7.
- Theo Elm: Johann Wolfgang Goethe: Die Wahlverwandtschaften. Diesterweg, Frankfurt 1991. ISBN 3-425-06034-1.
- Karl Otto Conrady: Goethe – Leben und Werk, Band 2: Summe des Lebens. Athenäum, Königstein im Taunus 1985. ISBN 3-7610-8259-2.
- Detlef Rasmussen: Georg Forsters Mainzer Zirkel und Goethes „Wahlverwandtschaften“. Liebe, Ehe und Scheidungsverweigerung als Themen gegenständlicher Dichtung. In: Goethe und Forster. Studien zum gegenständlichen Dichten. Hrsg. von Detlef Rasmussen. Bonn: Bouvier 1985 (Sammlung Profile. 20), S. 80–149. ISBN 3-416-01830-3.
- Thomas Mann: Zu Goethe’s Wahlverwandtschaften. In Goethe’s Laufbahn als Schriftsteller. Fischer TB, Frankfurt 1982. ISBN 3-596-25715-8.
- Walter Benjamin: Goethes Wahlverwandtschaften. In: Rolf Tiedemann, Hermann Schweppenhäuser (Hrsg.): Walter Benjamin. Gesammelte Schriften. Bd. I, 1. Frankfurt 1974, S. 125–201.[25]
- Manfred Engel: „Weh denen, die Symbole sehen“? Symbolik und Symboldeutung in Goethes „Wahlverwandtschaften“. In: Wezel-Jahrbuch. Studien zur europäischen Aufklärung 2009–2010. Hrsg. Johann-Karl-Wezel-Gesellschaft, Rainer Godel, Jg. 12/13, Wehrhahn, Hannover 2011, ISSN 1438-4035, ISBN 978-3-86525-228-9, S. 293–314.
- Jens Soentgen: Chemie und Liebe. Ein Gleichnis. In: Chemie in unserer Zeit, 30. Jg. 1996, 6 ISSN 0009-2851, S. 295–299.
- Uwe Diederichsen: Goethes Wahlverwandtschaften – auch ein juristischer Roman? In: Jochen Golz, Bernd Leistner, Edith Zehm (Hrsg.): Goethe-Jahrbuch. Band 118 (2001), S. 142–157.
- Uwe Diederichsen: Die „Wahlverwandtschaften“ als Werk des Juristen Goethe. (Wiedergabe eines Vortrages vom 3. Juni 2003). In: NJW 2004, S. 537–544.
- Albert Meier: Correspondances. Poetische Immanenz in Johann Wolfgang Goethes Roman „Die Wahlverwandtschaften“. In: Raymond Heitz / Christine Maillard (Hrsg.): Neue Einblicke in Goethes Erzählwerk / Nouveaux regards sur l’œuvre narrative de Goethe. Genese und Entwicklung einer literarischen und kulturellen Identität / Genèse et évolution d’une identité littéraire et culturelle. Zu Ehren von / En honneur de Gonthier-Louis Fink. Heidelberg 2010, S. 121–129.
- Imelda Rohrbacher: Poetik der Zeit. Zum historischen Präsens in Goethes „Die Wahlverwandtschaften“. V & R Uni-press, Göttingen 2016 (= Schriften der Wiener Germanistik, Bd. 5).
- Hannah Dingeldein u. a. (Hrsg.): Schwellenprosa: (Re)Lektüren zu Goethes Wahlverwandtschaften. Wilhelm Fink, Paderborn 2018, ISBN 978-3-8467-6237-0.

## Verfilmungen
- Wahlverwandtschaften, 1974, DDR, Regie Siegfried Kühn, u. a. mit Hilmar Thate als Eduard, Beata Tyszkiewicz als Charlotte, Magda Vasary als Ottilie, Gerry Wolff als Hauptmann
- Die Wahlverwandtschaften, 1981/1982, Frankreich/BR Deutschland, TV-Spielfilm, 118 Min., Regie Claude Chabrol, Erstsendung: ARD, 4. April 1982, u. a. mit Helmut Griem als Eduard Otto, Stéphane Audran als Charlotte, Michael Degen als Hauptmann Otto, Pascale Reynaud als Ottilie
- Tarot, 1986, BR Deutschland, Regie Rudolf Thome, u. a. mit Vera Tschechowa, Hanns Zischler, Rüdiger Vogler, Katharina Böhm
- Wahlverwandtschaften (Le Affinità Elettive), 1996, Italien/Frankreich, Regie: Paolo Taviani und Vittorio Taviani
- Mitte Ende August, 2009, Deutschland, 88 Min., Regie Sebastian Schipper, u. a. mit Marie Bäumer, Milan Peschel, André Hennicke, Anna Brüggemann